# Onychothecus ateuchoides
Onychothecus ateuchoides är en skalbaggsart som beskrevs av Antoine Boucomont 1912. Onychothecus ateuchoides ingår i släktet Onychothecus och familjen bladhorningar. Inga underarter finns listade i Catalogue of Life.